# بنيامين غراو
بنيامين غراو (بالإسبانية: Benjamin Grau)‏ هو متسابق دراجات نارية إسباني. نافس في سباقات بطولة العالم لفئة 500 سي سي ولفئة 250 سي سي ولفئة 125 سي سي ولفئة 50 سي سي.